# Wielki Kanion Yellowstone

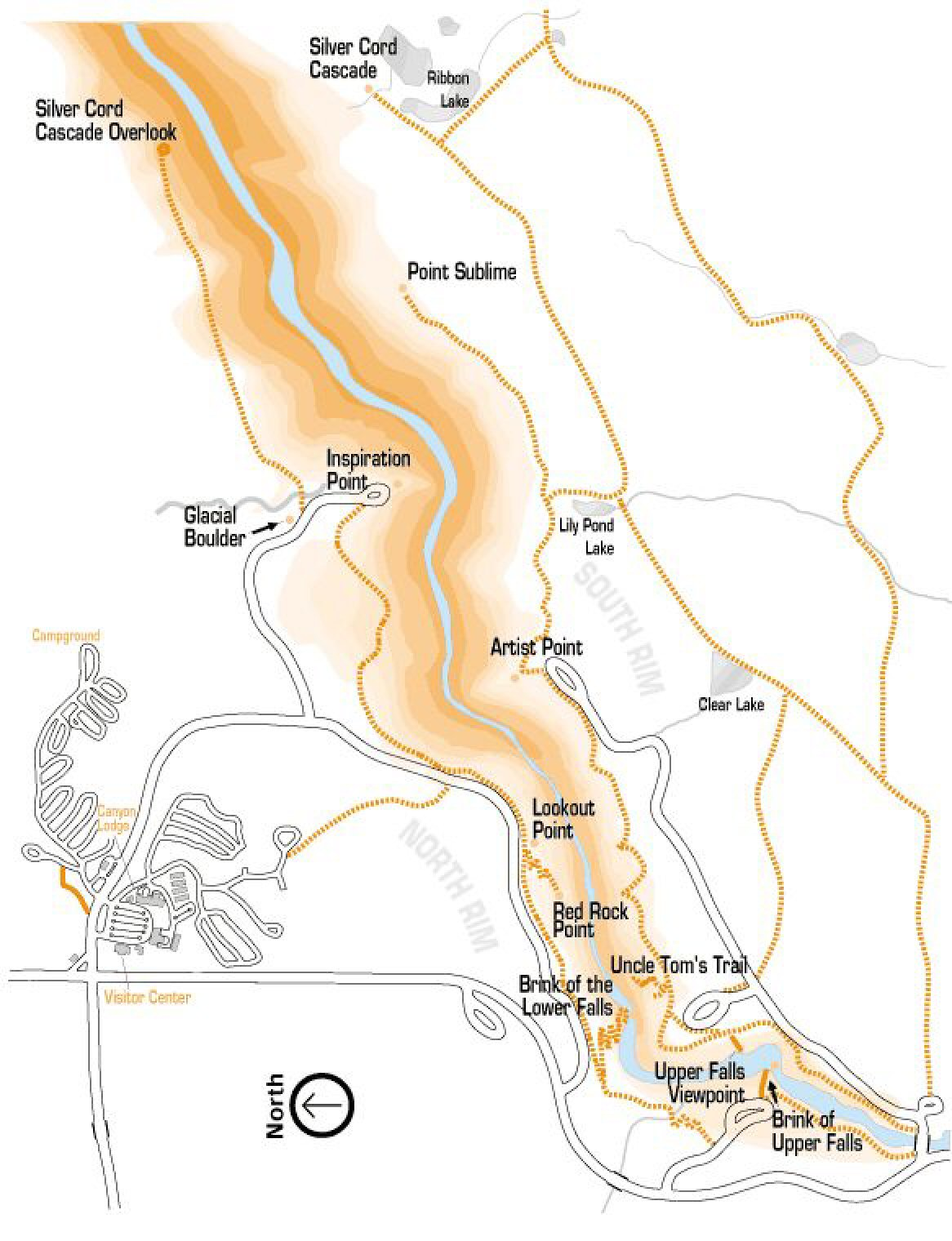
Mapa wielkiego kanionu rzeki Yellowstone

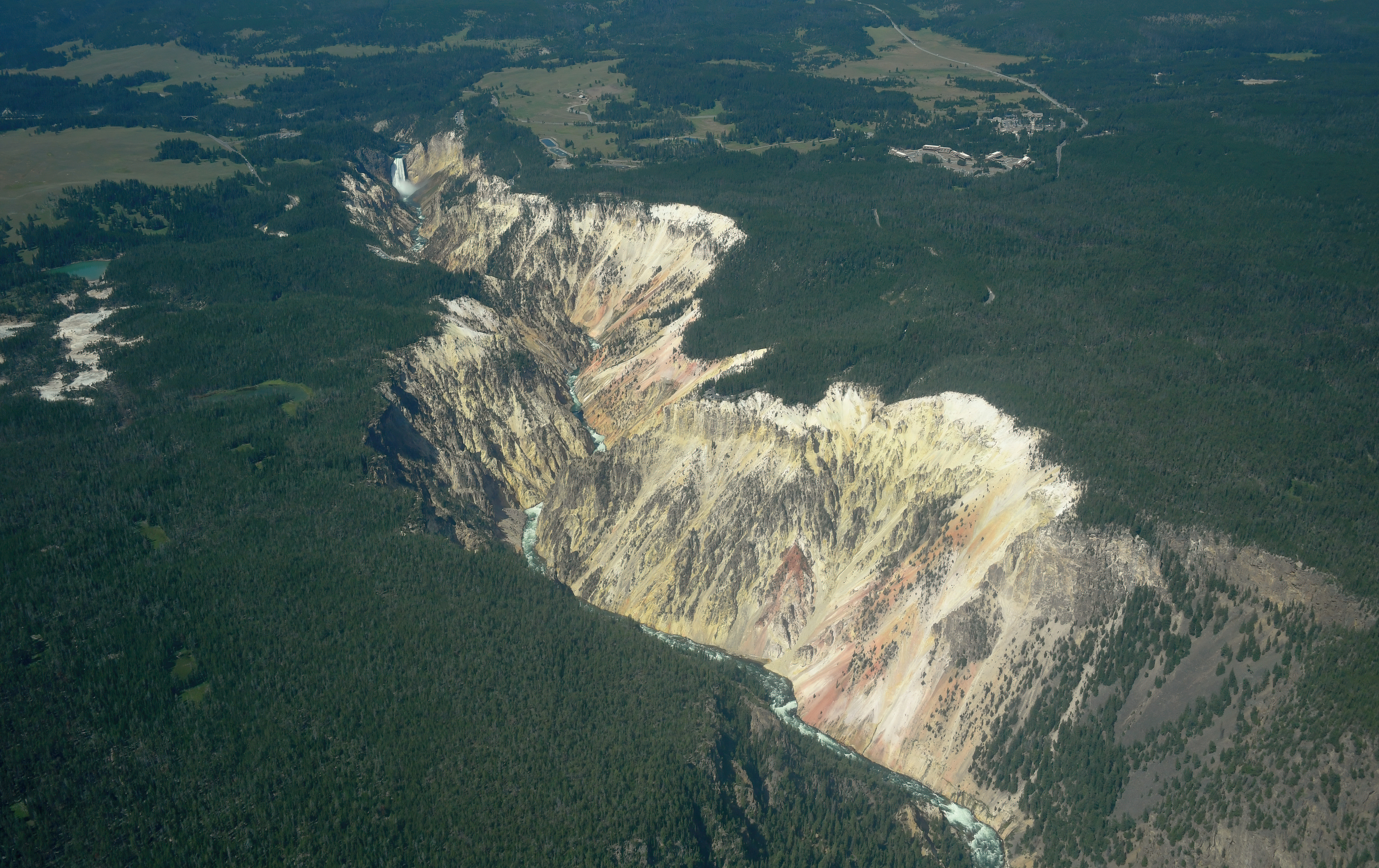
Widok z lotu ptaka na Wielki Kanion Yellowstone od wschodu

Wielki Kanion Yellowstone (ang. Grand Canyon of the Yellowstone) – kanion rzeki Yellowstone za wodospadami Yellowstone Falls, w Parku Narodowym Yellowstone. Kanion w obecnym kształcie powstał ok. 10 000 lat temu. Obecnie jego długość wynosi mniej więcej 38 km, szerokość w różnych miejscach waha się od 450 metrów do 1,2 kilometra, a głębokość wynosi od 244 do 366 metrów. Z obydwu stron kanionu zlokalizowane są punkty widokowe, dostępne także dla niepełnosprawnych.

## Geografia
Wielki kanion rzeki Yellowstone zlokalizowany jest w samym centrum parku, otoczony od wschodu Mirror Plateu, a od zachodu Mount Washburn o wysokości 3122 m n.p.m. Kanion rzeczny zaczyna się gdy rzeka Yellowstone opada wodospadem Upper Falls na południe od Canyon Village. Następnie rzeka płynie w kierunku północnym odbijając lekko na wschód.

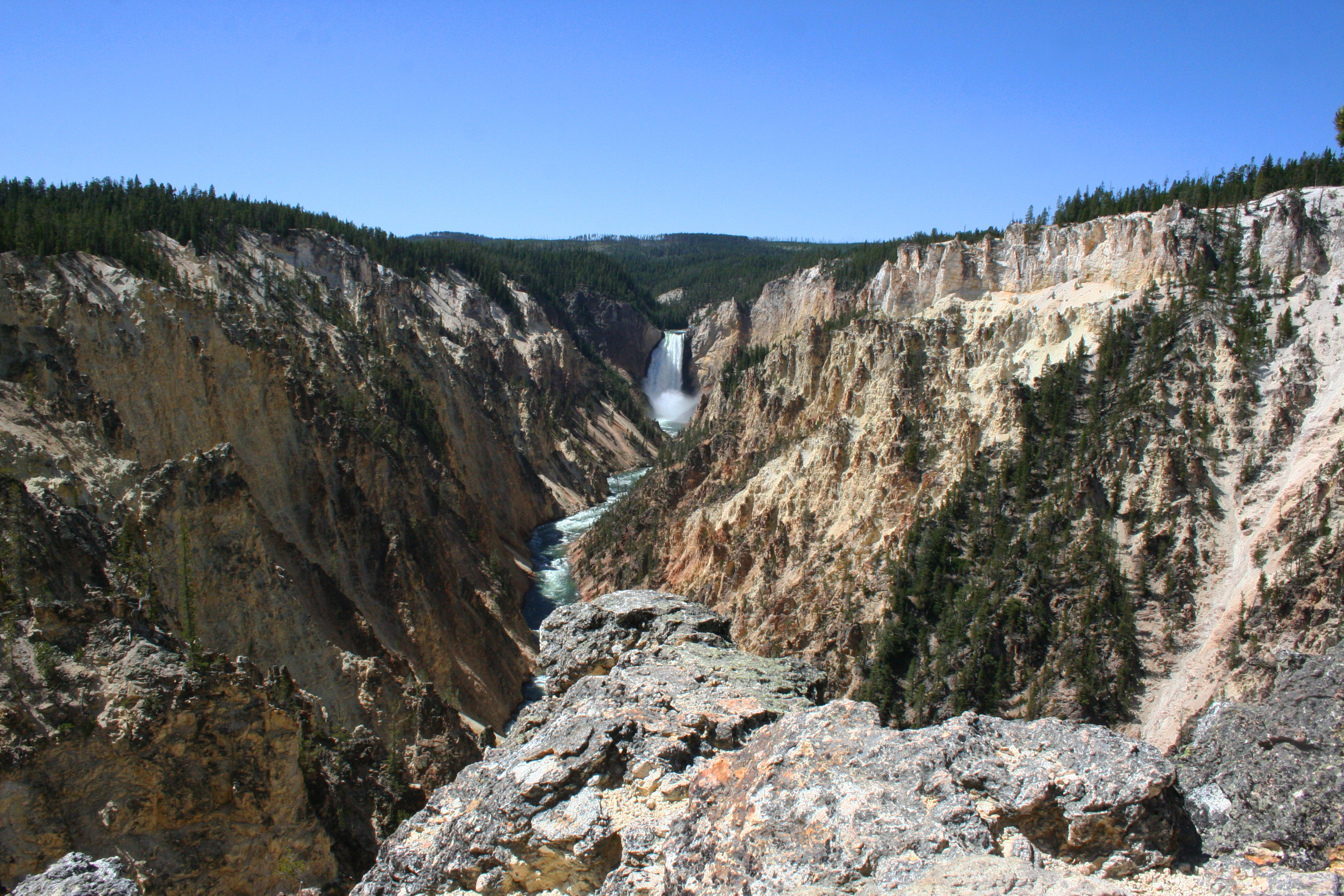
Wodospad Upper Falls i wielki kanion rzeki Yellowstone

Poniżej wodospadu Upper na zachodnim brzegu rzeki zlokalizowany jest pierwszy punkt widokowy na kanion Yellowstone, kolejny znajduje się na wschodnim brzegu. W sumie widok na kanion udostępniono w 9 miejscach (z czego 6 znajduje się po zachodniej stronie kanionu, min. Inspiration Point). Na zachodnim brzegu kanionu dla turystów oprócz Canyon Village, udostępniono szlak Lover Falls oraz Silver Cord Cascade, na wschodnim brzegu szlak Uncle Tom’s oraz Point Sublime. Drogi mogą być okresowo zamykane w zimie.

## Geologia

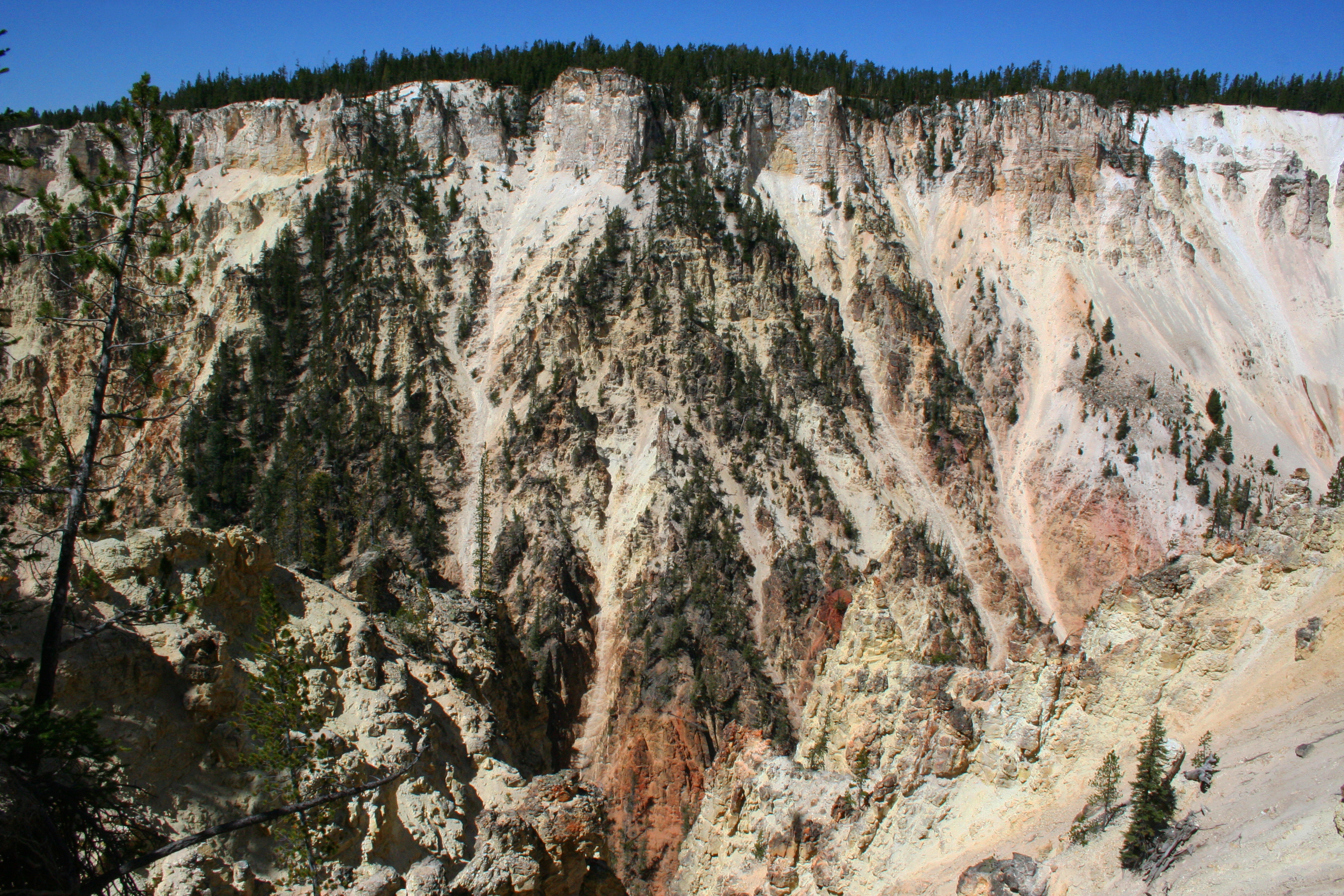
Ściana z ryolitu w wielkim kanionie rzeki Yellowstone

Do dziś nie są znane dokładne okoliczności powstania kanionu. Najbardziej wiarygodne są przypuszczenia, że kanion powstał w miejscu krateru sprzed 600000 lat. Znajdująca się pod Parkiem kaldera z gorącą lawą wybuchła wtedy tworząc gigantyczny krater, który zapadł się po opróżnieniu komory magmowej pod spodem. Powstałe z ryolitu skały łatwo ulegały erozji oraz innym czynnikom min. toksycznym gazom z podgrzanej komory oraz parze wodnej. Jednocześnie kanion ulegał także działaniu kilku zlodowaceń, stopiona woda gromadziła się w poszerzonych miejscach kanionu, a następnie gwałtownie torowała sobie drogę dalej. Ryolit dość łatwo dawał się wypłukiwać dlatego też kanion przybrał tak głęboką i malowniczą formę o wysokich stromych brzegach i kilku przełomach rzecznych.